# Carina Ohlsson
Carina Gunilla Ohlsson (ur. 14 czerwca 1957 w gminie Lidköping) – szwedzka polityk, nauczycielka i samorządowiec, deputowana do Riksdagu, posłanka do Parlamentu Europejskiego IX kadencji.

## Życiorys
Z wykształcenia nauczycielka chemii, biologii, fizyki i nauk o Ziemi, pracowała w tym zawodzie. Zaangażowała się w działalność polityczną w ramach Szwedzkiej Socjaldemokratycznej Partii Robotniczej (SAP). W latach 2013–2021 przewodniczyła S-Kvinnor, organizacji kobiet swojego ugrupowania. W 1991 zasiadła w radzie miejscowości Lidköping, obejmowała funkcje jej wiceprzewodniczącej i przewodniczącej. Była przewodniczącą lokalnego związku sportowego, została też prezesem klubu piłkarskiego Lidköpings FK.
W 1998 po raz pierwszy uzyskała mandat posłanki do Riksdagu. Z powodzeniem ubiegała się o reelekcję w wyborach w 2002, 2006, 2010, 2014, 2018 i 2022. Reprezentowała krajowy parlament w Zgromadzeniu Parlamentarnym Rady Europy. We wrześniu 2022, wkrótce po wyborach z tegoż miesiąca, jako najdłuższy stażem deputowany otworzyła obrady Riksdagu nowej kadencji. Również w tymże miesiącu odeszła z tego gremium, obejmując mandat posłanki do Europarlamentu IX kadencji, w którym zastąpiła Jytte Guteland. Dołączyła do frakcji Postępowego Sojuszu Socjalistów i Demokratów.